# Antinisa vatkeana
Antinisa vatkeana är en videväxtart som först beskrevs av Karl August Otto Hoffmann, och fick sitt nu gällande namn av Hutchinson. Antinisa vatkeana ingår i släktet Antinisa och familjen videväxter. Inga underarter finns listade i Catalogue of Life.